# ロンドン・グラマー
ロンドン・グラマー（英: London Grammar）は、イギリスのインディー・ポップ・バンド。2009年にノッティンガムで結成された。2013年にデビューEP『Metal & Dust』をリリース、同年デビューアルバム『イフ・ユー・ウェイト』がリリースされた。このアルバムはイギリスのチャートで2位を記録し、ダブル・プラチナ・ディスクに認定された。セカンド・アルバム『Truth Is a Beautiful Thing』とサード・アルバム『Californian Soil』は共にイギリスのチャートで1位を記録した。

## 経歴
2009年ハンナとダンはノッティンガム大学の学生寮で出会い、Facebookのギターを持ったハンナの写真を見たダンが一緒に活動しないかとメッセージを送り、ロンドン・グラマーが始まった。後にダンの彼女が紹介したマルチ奏者、ドットが参加しトリオ編成となった。
2012年12月に「Hey Now」をYouTubeにアップすると、たちまち音楽ファンの間で話題となった。
2013年2月にデビューEP『Metal & Dust』をデジタルリリースした。このEPはオーストラリアのiTunesチャートで5位を記録した。同年6月にシングル曲「Wasting My Young Years」をリリース。この楽曲はイギリスのシングルチャートで31位を記録し、英国レコード産業協会からシルバー認定されている。またディスクロージャーの全英No.1 アルバム『セトル』の収録楽曲「ヘルプ・ミー・ルーズ・マイ・マインド」には客演参加した。
ロンドンでのライヴは２日間ソールド・アウトし、Night+Dayフェスティバルではザ・エックス・エックスと共演した、グラストンベリー、ベステイヴァルなどイギリスで開催されるほとんどの夏フェスに参加した。
9月には新曲「Strong」を発表し、イギリスのシングルチャートで16位を記録した。この楽曲は後にイギリスのTVドラマ『The Nest』、アメリカのTVドラマ『コバート・アフェア』や『シカゴ・ファイア』などで使用された。後にオーストラリアでダブル・プラチナ認定、イギリスではプラチナ認定、他に3つの国でゴールド認定された。
同月デビューアルバム『イフ・ユー・ウェイト』を発売した。このアルバムはイギリス、オーストラリアで2位を記録した。
2014年1月アメリカのテレビ番組『レイト・ナイト・ウィズ・ジミー・ファロン』で「Strong」と「Wasting My Young Years」を披露した。
5月には楽曲「Strong」がアイヴァー・ノヴェロ賞の最優秀歌曲賞を受賞した
9月にはAIMインディペンデント・ミュージック・アワードで「インディペンデント・ブレークスルー・オブ・ザ・イヤー」と「PPL・アワード・フォー・モースト・プレイド・ニュー・インディペンデント・アクト」を受賞した。
2015年1月にオフィシャル・チャート・カンパニー（The Official Charts Company、略称：OCC）は『イフ・ユー・ウェイト』は2014年イギリスで17番目に売れたアルバムであることを発表した。
2017年1月に約3年半ぶりの新曲「Rooting for You」を発表した。
2月には楽曲「Big Picture」を発表した。
6月にセカンド・アルバム『Truth Is a Beautiful Thing』をリリースした。このアルバムはイギリスのチャートで1位を獲得した。
バンドがカバーしたクリス・アイザックの楽曲「ウィッキド・ゲーム」がイギリスのTVドラマ『ピーキー・ブラインダーズ シーズン4』の予告編で使用された。
2020年8月にサード・アルバムからの先行シングル「Baby It's You」、10月に「Californian Soil」を発表し、2021年4月にサードアルバム『Californian Soil』をリリースした。またアルバムのリリースを記念してYouTubeで「Californian Soil Live」のフルライブ映像を公開した。

## 音楽性
ハンナの天高く舞うようなヴォーカルに物悲しい歌詞をメロンコリックなギターに乗せたアンビエントで優美なサウンドが特徴。またトリップ・ホップやダンスミュージックの影響を受けている楽曲もある。レディオヘッドやフリートウッド・マックにも影響を受けている。歌詞はPJ ハーヴェイやザ・ナショナルに大きな影響を受けている。またサウンド面ではトーマス・ニューマンやハンス・ジマーが関わったサウンドトラックにも影響を受けている。
ザ・エックス・エックス、トレイシー・ソーン、マッシブ・アタックなどと比較されることが多い。

## メンバー
ハンナ・リード（Hannah Reid）- ボーカル
1989年12月30日生まれ。ロンドン出身。身長172cm。マイケル・ジャクソンやモータウンの楽曲を好む。
ダン・ロスマン（Dan Rothman）- ギター
1989年9月23日生まれ。ザ・スミス、ヴァンパイア・ウィークエンドをよく聴く。
ドット・メジャー（Dominic "Dot" Major）- マルチプレイヤー
1991年2月23日生まれ。プログレ、クラシックを聴いて育った。よく聴くアーティストにジェイムズ・ブレイクの名を挙げている。

## ディスコグラフィ

### スタジオ・アルバム
| 年                                        | タイトル                         | アルバム詳細 | チャート最高位 | チャート最高位 | チャート最高位 | チャート最高位 | チャート最高位 | チャート最高位 | チャート最高位 | チャート最高位 | チャート最高位 | チャート最高位 | 認定                                                              |
| 年                                        | タイトル                         | アルバム詳細 | UK             | AUS            | BEL (FL)       | BEL (WA)       | FRA            | GER            | IRE            | NLD            | SWI            | US             | 認定                                                              |
| ----------------------------------------- | -------------------------------- | --- | -------------- | -------------- | -------------- | -------------- | -------------- | -------------- | -------------- | -------------- | -------------- | -------------- | ----------------------------------------------------------------- |
| 2013                                      | イフ・ユー・ウェイト If You Wait | - 発売日: 2013年9月26日 - レーベル: Metal & Dust, ミリタリー・オブ・サウンド - フォーマット: CD, LP, digital download | 2              | 2              | 9              | 3              | 6              | 34             | 9              | 11             | 8              | 91             | - UK: 2× プラチナ - AUS: プラチナ - BEL: プラチナ - GER: ゴールド |
| 2017                                      | Truth Is A Beautiful Thing       | - 発売日: 2017年6月9日 - レーベル: Metal & Dust, ミリタリー・オブ・サウンド - フォーマット: CD, LP, digital download  | 1              | 3              | 2              | 1              | 2              | 9              | 3              | 9              | 4              | 129            | - UK: ゴールド - BEL: ゴールド - FRA: ゴールド                    |
| 2021                                      | Californian Soil                 | - 発売日: 2021年4月16日 - レーベル: Metal & Dust, ミリタリー・オブ・サウンド - フォーマット: CD, LP, digital download | 1              | 1              | 4              | 3              | 3              | 10             | 2              | 4              | 1              | —              |                                                                   |
| 2024                                      | The Greatest Love                | |                |                |                |                |                |                |                |                |                |                |                                                                   |
| "—"は未発売またはチャート圏外を意味する。 |                                  | |                |                |                |                |                |                |                |                |                |                |                                                                   |